# Burhanuddin Harahap
Burhanuddin Harahap (1917-1987) là thủ tướng thứ 9 trong  Danh sách thủ tướng Indonesia. Với tư cách thành viên của Đảng Masyumi, ông nắm quyền thủ tướng từ ngày 11 tháng 8 năm 1955 đến ngày 20 tháng 3 năm 1956.